# Manoir de Karhula
Le Manoir de Karhula (en finnois : Karhulan Hovi ou Karhulan kartano) est un manoir situé en bordure du fleuve Kymijoki dans le quartier de Karhula à Kotka en Finlande. 

## Présentation
De nos jours le manoir héberge l'hôtel Karhulan Hovi, géré par l'entreprise familiale Kotkan Saaret Oy.